# شکار ساحره‌ها در دوره مدرن
شکار زنان جادوگر یا ساحره‌گیری یک پدیده است که همچنان در عصر معاصر نیز در سطح جهانی اتفاق می‌افتد و در جنوب صحرای آفریقا، هند، نپال و پاپوآ گینه نو مشاهده می‌شود. شکار ساحره‌ها در دورهٔ مدرن حتی از تعداد قربانیان ساحره‌گیری در اوایل دوره مدرن نیز پیشی می‌گیرد. کشورهای جنوب صحرای آفریقا، به ویژه جمهوری دموکراتیک کنگو، آفریقای جنوبی، تانزانیا، کنیا و نیجریه، قربانیان زیادی در قالب شکار ساحره را شاهد هستند. در کامرون، طرح اتهام ساحرگی در دادگاه‌های قضایی دوباره مطرح شده است که اغلب شامل ترس از سحر و تسخیر کودکان است. در گامبیا شکار جادوگران تحت حمایت دولت انجام شد که منجر به آدم‌ربایی، اعترافات اجباری و اعدام تعدادی از مظنونان شد.
در غنا، شکار ساحره ریشه‌های تاریخی دارد و پناهگاه‌هایی برای قربانیان شناسایی شده است. در مناطق جنوبی، اتهامات معمولاً بدون خشونت باقی می‌مانند ولی هراس جمعی و هیستری ناشی از ساحره‌ها به وسیله رسانه‌ها دامن زده می‌شود. کنیا دارای سابقه شکار جادوگران است که در گذشته گزارش‌هایی از آن شده است. در نیجریه چنین اتهاماتی منجر به عواقب مرگباری برای افراد مظنون می‌شود که اغلب نوعی خدمات اجتماعی در نظر گرفته می‌شود. در تانزانیا از ساحره‌ها به عنوان عوامل فشارهای اقتصادی و استثمار یاد شده و آنان را مجازات می‌کنند. در زامبیا زنان جادوگر را در سنتی ترکیبی از مسیحیت و باورهای بومی جزا می‌دهند.
در هند، شکار جادوگران شامل اتهاماتی علیه زنان، اغلب بیوه‌ها یا مطلقه‌ها می‌شود که منجر به خشونت و گاهی مرگ مظنون می‌شود. اندونزی دارای سابقه خرافات و اعتقاد به جادوگری است و شکار جادوگران پس از دوران سوهارتو گزارش شده است. در نپال، زنانی از طبقه پایین جامعه به دلیل خرافات، عدم تحصیلات و مسائل اجتماعی هدف شکارچیان ساحره قرار می‌گیرند. در پاپوآ گینه نو شکنجه‌های غیرقانونی و قتل مظنونان به ساحرگی، بر اثر حسادت و عوامل اقتصادی رواج دارد. شکار ساحره‌ها علیه کودکان افزایش قابل توجهی در مناطق جنوب صحرا داشته است، به‌طوری که تخمین زده می‌شود فقط در شهر کینشاسا حدود ۴۰۰۰۰ کودک یتیم به خاطر شکار جادوگر بی‌مادر شده‌اند.

## آفریقا
امروزه بیشتر ساحره‌گیری محدود به جنوب صحرای آفریقا است. اکثر ادبیات قوم نگاری در مورد این موضوع در سطح محلی باقی می‌ماند. خلاصه کردن مطالعات و متاآنالیز به دلیل حجم داده‌های درگیر کمیاب است. مکس مارویک، جان میدلتون، مری داگلاس و لوسی مایر از جمله اولین کسانی بودند که طیف وسیع تری از شکار ساحره‌ها را پوشش دادند. در زمان‌های اخیر، ولفگانگ بهرینگر اثری دربارهٔ شکار جادوگران در طول تاریخ و در قاره‌ها ارائه کرده است.
شیوع ساحره‌گیری به‌طور خاص در جمهوری کنگو، آفریقای جنوبی، تانزانیا، کنیا و نیجریه در دورهٔ معاصر وجود داشته. سایر کشورهایی که ساحره‌گیری به صورت دائمی یا مکرر را نشان می‌دهند عبارتند از مالاوی، غنا، گامبیا، بنین، آنگولا و آفریقای مرکزی. در حالی که برخی از جوامع بیشتر از ساحره‌گیری‌های پراکنده و هر از گاهی رنج می‌برند (مانند سنگال، نامیبیا و رواندا)، کل آفریقای جنوب صحرا شیوع بالایی از اعتقادات به وجود جادوگری و شیوع قابل توجهی از شکار خشونت‌آمیز جادوگران را نشان می‌دهد. با این وجود، بسیاری از گروه‌های قومی، اگر نه اکثر قومیت‌ها، به وجود جادو اعتقاد دارند، اما معمولاً دیگران را به جادوگری متهم نمی‌کنند. در مواردی که اتهامات مطرح می‌شود، اتهامات در همه جا منجر به خشونت نمی‌شود و حتی می‌تواند برای منافع شخص متهم مورد استفاده قرار گیرد.

## آسیا

### هندوستان
برخی از مردم هند، بیشتر در جوامع روستایی، اعتقاد دارند که سِحر و جادوی سیاه مؤثر است. از طرفی، افراد ممکن است برای حل مشکلات سلامتی، مالی یا زناشویی به جادوگران رجوع کرده و مشاوره بگیرند. از سوی دیگر، مردم به ویژه زنان به جادوگری متهم می‌شوند و مورد حمله قرار می‌گیرند و گهگاه کشته می‌شوند. گزارش شده است که بیشتر زنان بیوه یا مطلقه با هدف غارت اموالشان آمال حملات اینچنین قرار می‌گیرند. بنا به گزارش‌ها، جادوگران محترم دهکده به افراد خاصی به عنوان جادوگر دستمزد می‌دهند تا بدون شکنجه کشته شوند. قوانین موجود دولت برای جلوگیری از قتل ناکارآمد تلقی شده است. در ژوئن ۲۰۱۳، کمیسیون ملی زنان (NCW) گزارش داد که بر اساس آمار اداره ملی ثبت جرائم، از سال ۲۰۰۸ تاکنون ۷۶۸ زن به اتهام ساحرگی به قتل رسیده‌اند. این اداره از ایجاد برنامه‌های جدیدی در این راستا خبر داد.

### نپال
شکار جادوگران در نپال رایج است و به ویژه علیه زنان قشر پایین جامعه انجام می‌گیرد. علل اصلی خشونت مربوط به جادوگری عبارتند از: اعتقاد گسترده به خرافات، فقدان آموزش، عدم آگاهی عمومی، بی سوادی، نظام کاست، مردسالاری و وابستگی اقتصادی زنان به مردان. قربانیان این نوع خشونت اغلب مورد ضرب و شتم، شکنجه، تحقیر عمومی و قتل قرار می‌گیرند. گاهی به اعضای خانواده متهم نیز تعرض می‌شود. در سال ۲۰۱۰، سروا دو پراساد اوجا، وزیر زنان و رفاه اجتماعی، گفت: «خرافات عمیقاً در جامعه ما ریشه دوانده و اعتقاد به جادوگری یکی از بدترین اشکال آن است.»

### پاپوآ گینه نو
اگرچه اعمال جادوی "سفید" (مانند شفای ایمان) در پاپوآ گینه نو قانونی است، قانون جادوگری ۱۹۷۶ مجازاتی تا دو سال زندان برای اعمال جادوی "سیاه" در نظر گرفته است. در سال ۲۰۰۹، دولت گزارش داد که با مهاجرت روستاییان به مناطق شهری، شکنجه و قتل غیرقانونی جادوگران ادعایی - که معمولاً زنان هستند - از مناطق ییلاقی به شهرها گسترش یافته است. به عنوان مثال، در ژوئن ۲۰۱۳، چهار زن متهم به جادوگری شدند؛ زیرا خانواده‌شان «خانه‌ای دائمی» از چوب داشتند و خانواده دارای تحصیلات عالی و موقعیت اجتماعی بالا بودند. همه زنان شکنجه شدند و هلن رومبالی سر بریده شد. هلن هاکنا، رئیس کمیته حقوق بشر بوگنویل شمالی، گفت که این اتهامات به دلیل حسادت و خوب شدن وضع اقتصادی آن خانواده با کار در معدن آغاز شد.
گزارش‌های آژانس‌های سازمان ملل، عفو بین‌الملل، آکسفام و انسان‌شناسان نشان می‌دهند که «حمله به جادوگران و ساحره‌ها متهم - گاه از مردان، اما اکثراً زنان - مکرر، وحشیانه و اغلب کشنده است.» تخمین زده می‌شود که سالانه ۱۵۰ مورد خشونت و قتل فقط در استان سیمبو در پاپوآ گینه نو رخ می‌دهد. گزارش‌ها نشان می‌دهد که این عمل در برخی مکان‌ها به «چیزی بدخیم‌تر، سادیستی و شهوانی» بدل شده است. به‌طور مثال یک زن که توسط مردان جوان از روستای مجاور مورد حمله قرار گرفته بود، «در اثر فروکردن مکرر اتوهای داغ، اندام تناسلیش سوخت و غیرقابل ترمیم شد.»

## سایر مناطق

### برزیل
در قبایل بدوی آمازون اعتقاد به ساحره و مقابله با آن‌ها همچنان وجود دارد. سال ۲۰۱۷، پیکرهٔ فیلسوف جودیت باتلر به عنوان یک جادوگر سوزانده شد، در حالی که او به سازماندهی کنفرانسی در SESC، یک سازمان تحقیقاتی در سائوپائولو کمک می‌کرد. باتلر در یک تظاهرات به جادوگری متهم شد و به تلاش برای از بین بردن هویت جنسی مردم و تلاش برای تضعیف ارزش‌های کشور متهم شد.

### عربستان سعودی
ساحره‌گری یا جادوگری در عربستان سعودی یک جرم جنایی باقی مانده است، اگرچه ماهیت دقیق آن تعریف نشده است.
تعداد دفعات پیگرد قانونی برای این موضوع در کل کشور مشخص نیست. در نوامبر ۲۰۰۹، گزارش شد که ۱۱۸ نفر در آن سال در استان مکه به جرم سحر و جادو و «استفاده تحقیرآمیز از کتاب خدا» دستگیر شدند که ۷۴ درصد آن‌ها زن بودند. بر اساس گزارش دیده‌بان حقوق بشر در سال ۲۰۰۹، تعقیب جادوگران در این کشور در حال افزایش است و «دادگاه‌های سعودی شکار واقعی جادوگران توسط پلیس مذهبی را تأیید می‌کنند.»
در سال ۲۰۰۷، مصطفی ابراهیم، تبعه کشور مصر، به دلیل استفاده از جادو در تلاش برای جدایی یک زوج متأهل، و همچنین زنا و هتک حرمت به قرآن، در عربستان اعدام شد. در همین سال عبدالحمید بن حسین بن مصطفی الفکی، تبعه سودان، نیز به جرم مشابهی کشته شد.
در سال ۲۰۰۹, علی سیبات، یک مجری تلویزیونی لبنانی که در حالی که در عربستان سعودی در حال زیارت بود دستگیر شد زیرا در یک برنامه تلویزیونی در ماهواره، پیش‌بینی‌هایی کرده بود و او به اعدام محکوم شد. درخواست تجدید نظر او توسط یک دادگاه پذیرفته شد، اما دادگاه دوم در مدینه حکم اعدام او را در مارس ۲۰۱۰ تأیید کرد و اظهار داشت که او سزاوار آن است زیرا او چندین سال در مقابل میلیون‌ها بیننده به‌طور علنی جادوگری کرده است. در نوامبر ۲۰۱۰، دادگاه عالی از تصویب حکم اعدام خودداری کرد و اظهار داشت که شواهد کافی وجود ندارد که اقدامات او به دیگران آسیب رسانده باشد.
در ۱۲ دسامبر ۲۰۱۱، امینا بنت عبدالحلیم ناصر پس از محکوم شدن به تمرین رمالی و جادو در استان الجاف سر بریده شد. وضعیت مشابه دیگر بسیار است. مورد مورئ بن علی بن عیسی العصری نیز رخ داد و او در ۱۹ ژوئن ۲۰۱۲ در استان نجران سر بریده شد.